# 豊田郡
- 令制国一覧 > 山陽道 > 安芸国 > 豊田郡
- 日本 > 中国地方 > 広島県 > 豊田郡

豊田郡（とよたぐん）は、広島県（安芸国）の郡。
人口6,524人、面積43.11km²、人口密度151人/km²。（2025年7月1日、推計人口）
以下の1町を含む。
- 大崎上島町（おおさきかみじまちょう）

## 郡域
1878年（明治11年）に行政区画として発足した当時の郡域は、上記1町のほか、下記の区域にあたる。
- 尾道市の一部（瀬戸田町各町・因島洲江町・因島原町）
- 三原市の一部（概ね和田沖町、和田、宗郷、明神、新倉、新倉町、沼田町、高坂町許山、久井町土取、久井町山中野、久井町小林、大和町大草、大和町大具、大和町椋梨、大和町下草井より南西および鷺浦町）
- 竹原市の一部（忠海各町・福田町・高崎町・吉名町・田万里町）
- 東広島市の一部（河内町各町・入野中山台・河内臨空団地・福富町各町・豊栄町能良・豊栄町安宿・豊栄町鍛冶屋・豊栄町清武・豊栄町乃美・豊栄町別府・安芸津町木谷・高屋町小谷・高屋町造賀）
- 呉市の一部（豊町各町・豊浜町各町）

かつての郡域のうち現在の竹原市吉名町・東広島市安芸津町木谷は陸路においては賀茂郡に囲まれた飛び地となっていた。1956年（昭和31年）に賀茂郡との間で所属町村の入れ替えが実施されたことにより郡域が大幅に変動し、三原市と呉市の間に位置する沿岸部から構成される郡となった。

## 歴史

### 古代
「沙田郡」（ますたぐん）として設置されたが、10世紀初頭に豊田郡に改称された。当時は内陸部が範囲であった。その後、平安時代末頃に沼田郡の大部分を編入した。

### 近世以降の沿革
- 明治初年時点では全域が安芸広島藩領であった。「旧高旧領取調帳」に記載されている明治初年時点での村は以下の通り。（88村）

小田村、上河内村、河戸村、宇山村、清武村、安宿村、上草井村、下草井村、椋梨村、大具村、和木村、大草村、山福田村、山中野村、田万里村、入野村、小谷村、造賀村、上竹仁村、下竹仁村、久芳村、別府村、戸野村、能良村、鍛冶屋村、乃美村、松江村、小原村、惣定村、末広村、片島村、釜山村、末光村、小泉村、両名村、本郷村、上北方村、下北方村、南方村、荻路村、沼田下村、船木村、真良村、小坂村、納所村、本市村、七宝村、別迫村、小林村、別所村、中河内村、土取村、下河内村、忠海村、能地村、渡瀬村、高崎村、浦福田村、木谷村、吉名村、田野浦村、須波村、東野村、大崎中野村、原田村、大串村、久比村、豊島村、明石方村、沖浦村、大長村、大浜村、斎島、瀬戸田村、生口福田村、垂水村、荻村、宮原村、原村、洲江村、御寺村、鹿田原村、沢村、名荷村、林村、生口中野村、向田之浦村、高根島
- 明治4年7月14日（1871年8月29日） - 廃藩置県により広島県の管轄となる。
- 明治11年（1878年）11月1日 - 郡区町村編制法の広島県での施行により、行政区画としての豊田郡が発足。郡役所が忠海村に設置。
- 明治12年（1879年） - 大長村の一部が分立して御手洗町となる。（1町89村）
- 明治15年（1882年）（1町90村）
  - 下北方村・上北方村・南方村の各一部より善入寺村が分立。
  - 山福田村・別所村が合併して平坂村となる。
  - 別迫村が仏通寺の寺域を合併して許山村となる。
- 明治19年（1886年） - 大長村の一部が分立して沖友村となる。（1町91村）
- 明治22年（1889年）4月1日 - 町村制の施行により、以下の町村が発足。（3町43村）
  - 田万里村（単独村制。現・竹原市）
  - 小谷村、入野村（それぞれ単独村制。現・東広島市）
  - 大河村 ← 下河内村、中河内村、上河内村、河戸村（現・東広島市）
  - 戸野村 ← 戸野村、宇山村、造賀村（現・東広島市）
  - 竹仁村 ← 上竹仁村、下竹仁村（現・東広島市）
  - 久芳村（単独村制。現・東広島市）
  - 乃美村 ← 乃美村、別府村、能良村（現・東広島市）
  - 川源村 ← 清武村、鍛冶屋村、安宿村（現・東広島市）
  - 椹梨村 ← 上草井村、下草井村、大具村、椋梨村（現・三原市）
  - 豊田村 ← 和木村（現・東広島市、三原市）、小田村（現・三原市）
  - 大草村 ← 大草村、平坂村（現・三原市）
  - 船木村（単独村制。現・三原市）
  - 高坂村 ← 小林村、山中野村、土取村、許山村、真良村（現・三原市）
  - 長谷村 ← 小坂村、荻路村、沼田下村（現・三原市）
  - 本郷村、下北方村、上北方村、善入寺村、南方村（それぞれ単独村制。現・三原市）
  - 沼田西村 ← 惣定村、松江村、小原村（現・三原市）
  - 小泉村（単独村制。現・三原市）
  - 沼田東村 ← 七宝村、本市村、片島村、末広村、納所村、釜山村、末光村、両名村（現・三原市）
  - 田野浦村（単独村制。現・三原市）
  - 須波村（須波村の大部分が単独村制。現・三原市）
  - 佐江崎村 ← 能地村、渡瀬村（現・三原市）
  - 忠海町（忠海村が単独町制。現・竹原市）
  - 大乗村 ← 浦福田村、高崎村（現・竹原市）
  - 吉名村（単独村制。現・竹原市）
  - 木谷村（単独村制。現・東広島市）
  - 豊浜村 ← 斎島、豊島村、大浜村（現・呉市）
  - 久友村 ← 久比村、沖友村（現・呉市）
  - 大長村、御手洗町（それぞれ単独町制。現・呉市）
  - 大崎南村 ← 沖浦村、明石方村（現・大崎上島町）
  - 西野村 ← 大串村、原田村（現・大崎上島町）
  - 大崎中野村、東野村（それぞれ単独村制。現・大崎上島町）
  - 高根島村（高根島が単独村制。現・尾道市）
  - 瀬戸田町 ← 瀬戸田村、沢村（現・尾道市）
  - 西生口村 ← 生口福田村、垂水村（現・尾道市）
  - 南生口村 ← 荻村、宮原村、御寺村（現・尾道市）
  - 東生口村 ← 原村、洲江村（現・尾道市）
  - 名荷村（単独村制。現・尾道市）
  - 北生口村 ← 林村、生口中野村、鹿田原村（現・尾道市）
  - 鷺浦村 ← 向田之浦村、須波村［一部］（現・三原市）
- 明治32年（1899年）7月1日 - 郡制を施行。
- 大正6年（1917年）4月1日 - 大崎中野村が改称して中野村となる。
- 大正9年（1920年）1月1日 - 東野村の一部（字道中等）・中野村の一部（字野賀等）が分立して木ノ江町が発足。（4町43村）
- 大正12年（1923年）4月1日 - 郡会が廃止。郡役所は存続。
- 大正13年（1924年）4月1日（6町41村）
  - 本郷村が町制施行して本郷町となる。
  - 大河村が町制施行・改称して河内町となる。
- 大正15年（1926年）7月1日 - 郡役所が廃止。以降は地域区分名称となる。
- 昭和4年（1929年）1月1日 - 佐江崎村が町制施行・改称して幸崎町となる。（7町40村）
- 昭和11年（1936年）11月15日 - 田野浦村・須波村が御調郡三原町・糸崎町・山中村・西野村と合併して三原市が発足し、郡より離脱。（7町38村）
- 昭和12年（1937年）4月1日 - 瀬戸田町・西生口村が合併し、改めて瀬戸田町が発足。（7町37村）
- 昭和16年（1941年）2月20日 - 大長村（おおちょうそん）が改称して大長村（だいちょうそん）となる。
- 昭和18年（1943年）
  - 1月1日 - 木谷村が賀茂郡三津町・早田原村と合併して賀茂郡安芸津町が発足し、郡より離脱。（7町36村）
  - 10月1日 - 木ノ江町が改称して木江町となる。
- 昭和19年（1944年）1月1日（7町32村）
  - 高根島村・瀬戸田町・名荷村・北生口村が合併し、改めて瀬戸田町が発足。
  - 乃美村・川源村が合併して豊栄村が発足。
- 昭和22年（1947年）8月9日 - 大長村（だいちょうそん）が改称して大長村（おおちょうそん）となる。
- 昭和24年（1949年）4月1日 - 豊栄村が町制施行して豊栄町となる。（8町31村）
- 昭和25年（1950年）6月10日 - 戸野村の一部（造賀）が賀茂郡造賀村に編入。
- 昭和26年（1951年）
  - 4月1日（8町29村）
    - 下北方村・上北方村・善入寺村が合併して北方村が発足。
    - 高坂村の一部（小林・山中野・土取）が御調郡坂井原村に編入。

  - 11月3日 - 大草村が船木村の一部（姥ケ原）を編入。
- 昭和28年（1953年）
  - 3月22日 - 長谷村が三原市に編入。（8町28村）
  - 5月1日 - 東生口村が御調郡重井村・大浜村・中庄村・三庄町・土生町・田熊町と合併して因島市が発足し、郡より離脱。（8町27村）
- 昭和29年（1954年）
  - 3月31日 - 大乗村および南方村の一部が賀茂郡竹原町に編入。（8町26村）
  - 4月1日 - 沼田西村・小泉村・沼田東村が三原市に編入。（8町23村）
  - 11月3日 - 船木村・本郷町・北方村・南方村が合併し、改めて本郷町が発足。（8町20村）
- 昭和30年（1955年）
  - 3月31日（10町11村）
    - 河内町・戸野村および豊田村の一部（小田の一部）が合併し、改めて河内町が発足。
    - 椹梨村・大草村および豊田村の大部分（和木および小田の残部）が世羅郡神田村と合併して大和町が発足。
    - 西野村・中野村が合併して大崎町が発足。
    - 木江町・大崎南村が合併し、改めて木江町が発足。
    - 小谷村が賀茂郡高屋村に編入。
    - 豊栄町が世羅郡吉川村の一部（吉原の一部）・上山村の一部（飯田の一部）を編入。
    - 田万里村が賀茂郡竹原町・荘野村と合併し、改めて賀茂郡竹原町が発足。

  - 4月1日 - 瀬戸田町・南生口村が合併し、改めて瀬戸田町が発足。（10町10村）
  - 7月10日 - 竹仁村・久芳村が合併して福富町が発足。（11町8村）
- 昭和31年（1956年）
  - 3月31日（11町5村）
    - 久友村・大長村・御手洗町が合併して豊町が発足。
    - 高坂村が三原市に編入。

  - 4月1日（11町6村）
    - 入野村・河内町・福富町・豊栄町・大和町の所属郡が賀茂郡に変更。
    - 賀茂郡川尻町・安登村・安浦町・安芸津町・竹原町・賀永村の所属郡が本郡に変更。

  - 9月30日（10町3村）
    - 賀永村の一部（仁賀の一部）が賀茂郡西条町に編入。
    - 吉名村および賀永村の残部（仁賀の残部）が竹原町に編入。
    - 幸崎町・鷺浦村が三原市に編入。
- 昭和33年（1958年）
  - 4月1日 - 安登村が分割し、一部（字水落・小用・竜王山および寒風の一部）が川尻町に、残部が安浦町にそれぞれ編入。（10町2村）
  - 11月3日 - 竹原町・忠海町が合併して竹原市が発足し、郡より離脱。（8町2村）
- 昭和39年（1964年）4月1日 - 東野村が町制施行して東野町となる。（9町1村）
- 昭和44年（1969年）11月3日 - 豊浜村が町制施行して豊浜町となる。（10町）
- 平成15年（2003年）4月1日 - 大崎町・東野町・木江町が合併して大崎上島町が発足。（8町）
- 平成16年（2004年）4月1日 - 川尻町が呉市に編入。（7町）
- 平成17年（2005年）
  - 2月7日 - 安芸津町が東広島市に編入。（6町）
  - 3月20日 - 安浦町・豊浜町・豊町が呉市に編入。（3町）
  - 3月22日 - 本郷町が三原市・賀茂郡大和町・御調郡久井町と合併し、改めて三原市が発足、郡より離脱。（2町）
- 平成18年（2006年）1月10日 - 瀬戸田町が尾道市に編入。（1町）

### 変遷表
| 明治22年4月1日                       | 明治22年 - 大正15年          | 昭和1年 - 昭和19年               | 昭和20年 - 昭和29年                | 昭和30年 - 昭和64年                                             | 平成1年 - 現在                 | 現在       |
| ------------------------------------ | ---------------------------- | -------------------------------- | ---------------------------------- | --------------------------------------------------------------- | ------------------------------ | ---------- |
| 賀茂郡川尻村                         | 大正11年1月1日 町制          | 賀茂郡川尻町                     | 賀茂郡川尻町                       | 昭和31年4月1日 豊田郡に移管                                     | 平成16年4月1日 呉市に編入      | 呉市       |
| 賀茂郡内海跡村                       | 賀茂郡内海跡村               | 昭和4年1月1日 賀茂郡安登村と改称 | 賀茂郡安登村                       | 昭和31年4月1日 豊田郡に移管 昭和33年4月1日 川尻町・安浦町に編入 | 平成16年4月1日 呉市に編入      | 呉市       |
| 賀茂郡内海跡村                       | 賀茂郡内海跡村               | 昭和4年1月1日 賀茂郡安登村と改称 | 賀茂郡安登村                       | 昭和31年4月1日 豊田郡に移管 昭和33年4月1日 川尻町・安浦町に編入 | 平成17年3月20日 呉市に編入     | 呉市       |
| 賀茂郡内海村                         | 明治29年1月1日 町制          | 賀茂郡内海町                     | 昭和19年1月1日 賀茂郡安浦町        | 昭和31年4月1日 豊田郡に移管                                     |                                | 呉市       |
| 賀茂郡中切村                         | 賀茂郡中切村                 | 昭和17年4月1日 賀茂郡野路村      | 昭和19年1月1日 賀茂郡安浦町        | 昭和31年4月1日 豊田郡に移管                                     |                                | 呉市       |
| 賀茂郡野呂村                         | 賀茂郡野呂村                 | 昭和17年4月1日 賀茂郡野路村      | 昭和19年1月1日 賀茂郡安浦町        | 昭和31年4月1日 豊田郡に移管                                     |                                | 呉市       |
| 賀茂郡三津口村                       | 大正11年1月1日 町制          | 賀茂郡三津口町                   | 昭和19年1月1日 賀茂郡安浦町        | 昭和31年4月1日 豊田郡に移管                                     |                                | 呉市       |
| 御手洗町                             | 御手洗町                     | 御手洗町                         | 御手洗町                           | 昭和31年3月31日 豊町                                            | 平成17年3月20日 呉市に編入     | 呉市       |
| 大長村                               | 大長村                       | 大長村                           | 大長村                             | 昭和31年3月31日 豊町                                            | 平成17年3月20日 呉市に編入     | 呉市       |
| 久友村                               | 久友村                       | 久友村                           | 久友村                             | 昭和31年3月31日 豊町                                            | 平成17年3月20日 呉市に編入     | 呉市       |
| 豊浜村                               | 豊浜村                       | 豊浜村                           | 豊浜村                             | 昭和44年11月3日 町制                                            | 平成17年3月20日 呉市に編入     | 呉市       |
| 賀茂郡下市村                         | 明治22年4月27日 賀茂郡竹原町 | 賀茂郡竹原町                     | 賀茂郡竹原町                       | 昭和31年4月1日 豊田郡に移管 昭和33年11月3日 竹原市              | 竹原市                         | 竹原市     |
| 賀茂郡下野村                         | 賀茂郡下野村                 | 賀茂郡下野村                     | 昭和27年4月1日 賀茂郡竹原町と合併  | 昭和31年4月1日 豊田郡に移管 昭和33年11月3日 竹原市              | 竹原市                         | 竹原市     |
| 大乗村                               | 大乗村                       | 大乗村                           | 昭和29年3月31日 賀茂郡竹原町と合併 | 昭和31年4月1日 豊田郡に移管 昭和33年11月3日 竹原市              | 竹原市                         | 竹原市     |
| 賀茂郡東野村                         | 賀茂郡東野村                 | 賀茂郡東野村                     | 昭和29年3月31日 賀茂郡竹原町と合併 | 昭和31年4月1日 豊田郡に移管 昭和33年11月3日 竹原市              | 竹原市                         | 竹原市     |
| 田万里村                             | 田万里村                     | 田万里村                         | 昭和30年3月31日 賀茂郡竹原町と合併 | 昭和31年4月1日 豊田郡に移管 昭和33年11月3日 竹原市              | 竹原市                         | 竹原市     |
| 賀茂郡荘野村                         | 賀茂郡荘野村                 | 賀茂郡荘野村                     | 昭和30年3月31日 賀茂郡竹原町と合併 | 昭和31年4月1日 豊田郡に移管 昭和33年11月3日 竹原市              | 竹原市                         | 竹原市     |
| 賀茂郡賀永村                         | 賀茂郡賀永村                 | 賀茂郡賀永村                     | 賀茂郡賀永村                       | 昭和31年4月1日 豊田郡に移管 9月30日 竹原町に編入                | 竹原市                         | 竹原市     |
| 吉名村                               | 吉名村                       | 吉名村                           | 吉名村                             | 昭和31年9月30日 竹原町に編入                                    | 竹原市                         | 竹原市     |
| 忠海町                               | 忠海町                       | 忠海町                           | 忠海町                             | 昭和33年11月3日 竹原市                                          | 竹原市                         | 竹原市     |
| 西野村                               | 西野村                       | 西野村                           | 西野村                             | 昭和30年3月31日 大崎町                                          | 平成15年4月1日 大崎上島町      | 大崎上島町 |
| 大崎中野村                           | 大正6年4月1日 中野村         | 中野村                           | 中野村                             | 昭和30年3月31日 大崎町                                          | 平成15年4月1日 大崎上島町      | 大崎上島町 |
| 大崎中野村                           | 大正9年1月1日 木ノ江町       | 昭和18年10月1日 木江町           | 木江町                             | 木江町                                                          | 平成15年4月1日 大崎上島町      | 大崎上島町 |
| 東野村                               | 大正9年1月1日 木ノ江町       | 昭和18年10月1日 木江町           | 木江町                             | 木江町                                                          | 平成15年4月1日 大崎上島町      | 大崎上島町 |
| 東野村                               | 東野村                       | 東野村                           | 昭和39年4月1日 町制                |                                                                 | 平成15年4月1日 大崎上島町      | 大崎上島町 |
| 大崎南村                             | 大崎南村                     | 大崎南村                         | 昭和30年3月31日 木江町と合併       | 木江町                                                          | 平成15年4月1日 大崎上島町      | 大崎上島町 |
| 東生口村                             | 東生口村                     | 東生口村                         | 昭和28年5月1日 因島市              | 因島市                                                          | 平成18年1月10日 尾道市に編入   | 尾道市     |
| 瀬戸田町                             | 瀬戸田町                     | 昭和12年4月1日 瀬戸田町          | 昭和30年4月1日 瀬戸田町            | 瀬戸田町                                                        | 平成18年1月10日 尾道市に編入   | 尾道市     |
| 西生口村                             | 西生口村                     | 昭和12年4月1日 瀬戸田町          | 昭和30年4月1日 瀬戸田町            | 瀬戸田町                                                        | 平成18年1月10日 尾道市に編入   | 尾道市     |
| 北生口村                             | 北生口村                     | 昭和19年4月1日 瀬戸田町と合併    | 昭和30年4月1日 瀬戸田町            | 瀬戸田町                                                        | 平成18年1月10日 尾道市に編入   | 尾道市     |
| 高根島村                             | 高根島村                     | 昭和19年4月1日 瀬戸田町と合併    | 昭和30年4月1日 瀬戸田町            | 瀬戸田町                                                        | 平成18年1月10日 尾道市に編入   | 尾道市     |
| 名荷村                               | 名荷村                       | 昭和19年4月1日 瀬戸田町と合併    | 昭和30年4月1日 瀬戸田町            | 瀬戸田町                                                        | 平成18年1月10日 尾道市に編入   | 尾道市     |
| 南生口村                             | 南生口村                     | 南生口村                         | 昭和30年4月1日 瀬戸田町            | 瀬戸田町                                                        | 平成18年1月10日 尾道市に編入   | 尾道市     |
| 賀茂郡三津村                         | 明治26年4月12日 町制         | 昭和18年1月1日 賀茂郡安芸津町    | 賀茂郡安芸津町                     | 昭和31年4月1日 豊田郡に移管                                     | 平成17年2月17日 東広島市に編入 | 東広島市   |
| 賀茂郡早田原村                       | 賀茂郡早田原村               | 昭和18年1月1日 賀茂郡安芸津町    | 賀茂郡安芸津町                     | 昭和31年4月1日 豊田郡に移管                                     | 平成17年2月17日 東広島市に編入 | 東広島市   |
| 木谷村                               | 木谷村                       | 昭和18年1月1日 賀茂郡安芸津町    | 賀茂郡安芸津町                     | 昭和31年4月1日 豊田郡に移管                                     | 平成17年2月17日 東広島市に編入 | 東広島市   |
| 小谷村                               | 小谷村                       | 小谷村                           | 昭和30年3月31日 賀茂郡高屋町に編入 | 昭和49年4月20日 東広島市                                        | 東広島市                       | 東広島市   |
| 川源村                               | 川源村                       | 昭和19年1月1日 豊栄村            | 昭和24年4月1日 町制                | 昭和31年4月1日 賀茂郡に移管                                     | 平成17年2月17日 東広島市に編入 | 東広島市   |
| 乃美村                               | 乃美村                       | 昭和19年1月1日 豊栄村            | 昭和24年4月1日 町制                | 昭和31年4月1日 賀茂郡に移管                                     | 平成17年2月17日 東広島市に編入 | 東広島市   |
| 久芳村                               | 久芳村                       | 昭和19年1月1日 福富村            | 福富村                             | 昭和30年7月10日 町制 昭和31年4月1日 賀茂郡に移管                | 平成17年2月17日 東広島市に編入 | 東広島市   |
| 竹仁村                               | 竹仁村                       | 昭和19年1月1日 福富村            | 福富村                             | 昭和30年7月10日 町制 昭和31年4月1日 賀茂郡に移管                | 平成17年2月17日 東広島市に編入 | 東広島市   |
| 入野村                               | 入野村                       | 入野村                           | 入野村                             | 昭和31年4月1日 賀茂郡に移管 9月30日 河内町に編入                | 平成17年2月17日 東広島市に編入 | 東広島市   |
| 大河村                               | 大正13年4月1日 河内町        | 河内町                           | 河内町                             | 昭和30年3月31日 河内町 昭和31年4月1日 賀茂郡に移管              | 平成17年2月17日 東広島市に編入 | 東広島市   |
| 戸野村                               | 戸野村                       | 戸野村                           | 戸野村                             | 昭和30年3月31日 河内町 昭和31年4月1日 賀茂郡に移管              | 平成17年2月17日 東広島市に編入 | 東広島市   |
| 豊田村                               | 豊田村                       | 豊田村                           | 豊田村                             | 昭和30年3月31日 河内町 昭和31年4月1日 賀茂郡に移管              | 平成17年2月17日 東広島市に編入 | 東広島市   |
| 豊田村                               | 豊田村                       | 豊田村                           | 豊田村                             | 昭和30年3月31日 大和町 昭和31年4月1日 賀茂郡に移管              | 平成17年3月22日 三原市         | 三原市     |
| 大草村                               | 大草村                       | 大草村                           | 大草村                             | 昭和30年3月31日 大和町 昭和31年4月1日 賀茂郡に移管              | 平成17年3月22日 三原市         | 三原市     |
| 椹梨村                               | 椹梨村                       | 椹梨村                           | 椹梨村                             | 昭和30年3月31日 大和町 昭和31年4月1日 賀茂郡に移管              | 平成17年3月22日 三原市         | 三原市     |
| 世羅郡神田村                         | 世羅郡神田村                 | 世羅郡神田村                     | 世羅郡神田村                       | 昭和30年3月31日 大和町 昭和31年4月1日 賀茂郡に移管              | 平成17年3月22日 三原市         | 三原市     |
| 上北方村                             | 上北方村                     | 上北方村                         | 昭和26年4月1日 北方村              | 昭和29年11月3日 本郷町                                          | 平成17年3月22日 三原市         | 三原市     |
| 下北方村                             | 下北方村                     | 下北方村                         | 昭和26年4月1日 北方村              | 昭和29年11月3日 本郷町                                          | 平成17年3月22日 三原市         | 三原市     |
| 善入寺村                             | 善入寺村                     | 善入寺村                         | 昭和26年4月1日 北方村              | 昭和29年11月3日 本郷町                                          | 平成17年3月22日 三原市         | 三原市     |
| 船木村                               | 船木村                       | 船木村                           | 船木村                             | 昭和29年11月3日 本郷町                                          | 平成17年3月22日 三原市         | 三原市     |
| 本郷村                               | 大正13年4月1日 町制          | 本郷町                           | 本郷町                             | 昭和29年11月3日 本郷町                                          | 平成17年3月22日 三原市         | 三原市     |
| 南方村                               | 南方村                       | 南方村                           | 南方村                             | 昭和29年11月3日 本郷町                                          | 平成17年3月22日 三原市         | 三原市     |
| 佐江崎村                             | 佐江崎村                     | 昭和4年4月1日 幸崎町             | 幸崎町                             | 昭和31年9月30日 三原市に編入                                    | 平成17年3月22日 三原市         | 三原市     |
| 鷺浦村                               | 鷺浦村                       | 鷺浦村                           | 鷺浦村                             | 昭和31年9月30日 三原市に編入                                    | 平成17年3月22日 三原市         | 三原市     |
| 高坂村                               | 高坂村                       | 高坂村                           | 高坂村                             | 昭和31年3月31日 三原市に編入                                    | 平成17年3月22日 三原市         | 三原市     |
| 小泉村                               | 小泉村                       | 小泉村                           | 昭和29年4月1日 三原市に編入        | 三原市                                                          | 平成17年3月22日 三原市         | 三原市     |
| 沼田西村                             | 沼田西村                     | 沼田西村                         | 昭和29年4月1日 三原市に編入        | 三原市                                                          | 平成17年3月22日 三原市         | 三原市     |
| 沼田東村                             | 沼田東村                     | 沼田東村                         | 昭和29年4月1日 三原市に編入        | 三原市                                                          | 平成17年3月22日 三原市         | 三原市     |
| 長谷村                               | 長谷村                       | 長谷村                           | 昭和28年3月22日 三原市に編入       | 三原市                                                          | 平成17年3月22日 三原市         | 三原市     |
| 須波村                               | 須波村                       | 昭和11年11月15日 三原市          | 三原市                             | 三原市                                                          | 平成17年3月22日 三原市         | 三原市     |
| 田野浦村                             | 田野浦村                     | 昭和11年11月15日 三原市          | 三原市                             | 三原市                                                          | 平成17年3月22日 三原市         | 三原市     |
| 御調郡糸崎町、三原町、西野村、山中村 |                              | 昭和11年11月15日 三原市          | 三原市                             | 三原市                                                          | 平成17年3月22日 三原市         | 三原市     |

## 行政
歴代郡長
| 代 | 氏名 | 就任年月日                | 退任年月日                | 備考                   |
| -- | ---- | ------------------------- | ------------------------- | ---------------------- |
| 1  |      | 明治11年（1878年）11月1日 |                           |                        |
|    |      |                           | 大正15年（1926年）6月30日 | 郡役所廃止により、廃官 |